# Michel Chartier
Pour les articles homonymes, voir Chartier.
Michel Chartier, né le 27 février 1912 à Boyer (département de la Loire) et mort le 11 juillet 2006 à Écully, est un prêtre catholique et journaliste français.
Il fut l'une des figures marquantes et combatives du catholicisme social lyonnais de la deuxième moitié du XXe siècle.

## Biographie
Il est issu d'une famille de paysans pauvres et cultivés du Roannais. 
Michel Chartier est ordonné prêtre le 29 juin 1936 à Lyon par Mgr Jean Delay. Dans les années 1930, le père Chartier enseigne deux ans pour le compte des missionnaires maronites de Bkerké, à Jounieh (Liban). C'est à Beyrouth en l'église Saint-Louis des capucins qu'il comprend sa vocation à approfondir la spiritualité franciscaine, comme il le note dans un journal intime en possession de sa famille. Cet éveil le conduira, plus tard, à rejoindre le mouvement des Compagnons de Saint François en France. Après son voyage au Liban, Michel Chartier devient vicaire à Givors, une paroisse réputée difficile. Pendant la Seconde Guerre mondiale, il est fait prisonnier et passe le reste de la guerre dans un stalag.
Secrétaire de Joseph Folliet à la Chronique Sociale à Lyon, il est encouragé par ce dernier à partir comme prêtre Fidei donum du diocèse de Lyon au Sénégal. Cette expérience marquante d'une dizaine d'années, entre la fin des années 1950 et le début des années 1960, l'amène à devenir le secrétaire de Mgr Marcel Lefebvre, archevêque de Dakar. À Dakar, Michel Chartier prend aussi en charge la responsabilité des revues catholiques Afrique Documents et La Semaine africaine, dans lesquelles il a à cœur de faire collaborer, le plus grand nombre possible d'intellectuels issus des nouveaux pays africains à la suite de la décolonisation. Il travaille en parallèle comme conseiller agricole au cabinet de Mamadou Dia, le premier ministre du Sénégal que le président Léopold Sédar Senghor fera embastiller. Comme il le racontera en 2002 au mensuel Le Marabout (Burkina Faso), le père Chartier tentera, sans succès, d'ourdir un plan pour faire évader Mamadou Dia avec le concours de réseaux religieux portugais. Faute d'avoir pu, en raison selon lui d'une surdité de plus en plus handicapante, poursuivre son œuvre pastorale en Haute-Volta (futur Burkina Faso), auprès de Mgr Dieudonné Yougbaré, Michel Chartier revient à Lyon. 
Le journalisme demeure son occupation principale. Joseph Folliet lui confie notamment le développement d'un magazine lyonnais en direction des femmes et la mise en page de tous les actes des Semaines sociales de France. Plus tard, il sera rédacteur en chef de Peuples du Monde avant de terminer sa longue carrière au poste de documentaliste des Œuvres pontificales missionnaires (OPM), rue Sala à Lyon. Cette dimension intellectuelle ne l'empêchait pas d'être un homme d'action et de terrain. Il s'était notamment battu pour améliorer les conditions d'accueil des étudiants africains dans le Rhône. Outre des centaines d'articles et de recensions - parfois sous le pseudonyme de Michel Renizier, du nom du lieu-dit qui l'a vu naître à Boyer, il a publié, avec Gilbert Blardone, Joseph Folliet et l'abbé Henri Vial, le livre Initiation économique et sociale (Éditions de la Chronique Sociale de France, Lyon, 1956). 
Michel Chartier repose au cimetière municipal de son village natal à Boyer.